# Санта Пола (град, Калифорния)
Санта Пола (на английски: Santa Paula) е град в окръг Вентура, щата Калифорния, САЩ. Санта Пола е с население от 28598 жители (2000) и обща площ от 11,9 km². Намира се на 85 m надморска височина. ЗИП кодовете му са 93060-93061, а телефонният му код е 805.